# (33817) Fariswald
2000 AF64 (asteroide 33817) é um asteroide da cintura principal. Possui uma excentricidade de 0.06445140 e uma inclinação de 5.11757º.
Este asteroide foi descoberto no dia 4 de janeiro de 2000 por LINEAR em Socorro.